# Schloss Roggwil
Das Schloss Roggwil ist ein barockes Landschlösschen in der Gemeinde Roggwil TG (Schweiz) zwischen Arbon am Bodensee und der Stadt St. Gallen.

## Geschichte
Um 1200 liess der Bischof von Konstanz einen Turm beim heutigen Standort des Schlosses Roggwil erbauen, um sich der Macht des Klosters St. Gallen entgegenzustellen. Der Turm wurde zum Stammsitz des Adelsgeschlechts derer von Roggwil, einer Konstanzer Familie. 1410 wurde es zu einem Lehen des Abtes von St. Gallen. Mötteli von Rappenstein übernahm das Lehen. Über Heirat und Erbe gelangten die Studer von Winkelbach in den Lehensbesitz und bauten das Schloss im 17. Jahrhundert zum barocken Landsitz um.
Durch Einheirat gelangte der Besitz an die Bernhausen zu Hagenwil. 1736 kaufte Hauptmann Gallus Soller (1699–1755) den Besitz, doch nach Protesten des Landadels musste er alles wieder an den Abt von St. Gallen abtreten, der es als Erholungsort für Mönche nutzte. 1806 wurde mit der Klosteraufhebung auch das Schloss an Güterhändler verschachert. Das Schloss diente anschliessend als Seidenspinnerei und Lagerhalle. Die Besitzerfamilie Gonzenbach richtete 1863 in den Gebäulichkeiten eine Käserei ein. 1942 übernahm die Käsereigenossenschaft den Betrieb. Als 1965 die Produktionsstätte den erforderlichen Hygienevorschriften nicht mehr entsprach, machte man sich Gedanken über den Abriss des Anwesens für einen Neubau der Käserei. Das verwahrloste Schloss wurde aber der Familie Dubelli aus Freihof verkauft, und diese übergab es 1971 für einen symbolischen Kaufpreis von Fr. 1.- dem Heimatschutz Thurgau.
1976 bildete sich die Arbeitsgruppe «Pro Schloss Roggwil» unter der Leitung von Peter Keller, die dank vieler Spenden und unzähliger Stunden Fronarbeit der Dorfbevölkerung unter Beteiligung der Gemeinde und der Denkmalpflege das Schloss neun Jahre lang renovierte. Die Arbeitsgruppe erhielt zum Abschluss der Renovationsarbeiten 1985 den Schweizerischen Heimatschutzpreis. Seit 1979 ist das Schloss im Besitz der «Stiftung Schloss Roggwil».

### Bauliche Entwicklung und Veränderungen
In der Umgebung des Turmes entwickelte sich eine Siedlung, die den Namen und das Wappen des Adelsgeschlechtes übernahm und als Roggwil urkundlich erwähnt wurde. Die Wohnbauten, die rechts und links des Turmes im 15. Jh. angebaut wurden, gehen wahrscheinlich auf die Familie Mötteli von Rappenstein zurück. Auch die Schlosskapelle wurde zu dieser Zeit (1463) erbaut. Die Gebäulichkeiten wurden 1746 erneuert und ausgebessert, und es entstand die Stuckdecke in einem grossen Aufenthaltsraum, die heute noch erhalten ist. In der folgenden Zeit wurde das Anwesen kommerziell genutzt und kaum mehr unterhalten.

### Heutige Verwendung
Das Schloss wird heute von der «Stiftung Schloss Roggwil» betrieben und dient als kultureller Treffpunkt für Anlässe der verschiedensten Art. In der Schlosskapelle können Zivilhochzeiten stattfinden, und die Räumlichkeiten werden auch für Seminare und andere Events vermietet.